# Лейк-Саммерсет (Іллінойс)
Лейк-Саммерсет (англ. Lake Summerset) — переписна місцевість (CDP) в США, в округах Стівенсон і Віннебаґо штату Іллінойс. Населення — 2342 особи (2020).

## Географія
Лейк-Саммерсет розташований за координатами 42°27′14″ пн. ш. 89°23′25″ зх. д. / 42.45389° пн. ш. 89.39028° зх. д. (42.453990, -89.390149).  За даними Бюро перепису населення США в 2010 році переписна місцевість мала площу 6,46 км², з яких 5,33 км² — суходіл та 1,13 км² — водойми.

## Демографія
Згідно з переписом 2010 року, у переписній місцевості мешкало 2048 осіб у 867 домогосподарствах у складі 676 родин. Густота населення становила 317 осіб/км².  Було 1303 помешкання (202/км²).
Расовий склад населення:
| - 96,1 % — білих - 1,0 % — чорних або афроамериканців - 0,4 % — азіатів - 0,2 % — корінних американців - 1,2 % — осіб інших рас |

До двох чи більше рас належало 1,0 %. Частка іспаномовних становила 3,5 % від усіх жителів.
За віковим діапазоном населення розподілялося таким чином: 17,4 % — особи молодші 18 років, 49,1 % — особи у віці 18—64 років, 33,5 % — особи у віці 65 років та старші. Медіана віку мешканця становила 56,1 року. На 100 осіб жіночої статі у переписній місцевості припадало 99,8 чоловіків;  на 100 жінок у віці від 18 років та старших — 98,9 чоловіків також старших 18 років.
Середній дохід на одне домашнє господарство  становив 71 964 долари США (медіана — 62 593), а середній дохід на одну сім'ю — 82 965 доларів (медіана — 72 589). Медіана доходів становила 76 094 долари для чоловіків та 41 289 доларів для жінок. За межею бідності перебувало 1,6 % осіб, у тому числі 0,0 % дітей у віці до 18 років та 0,0 % осіб у віці 65 років та старших.
Цивільне працевлаштоване населення становило 794 особи. Основні галузі зайнятості: освіта, охорона здоров'я та соціальна допомога — 20,8 %, виробництво — 17,1 %, роздрібна торгівля — 12,3 %, науковці, спеціалісти, менеджери — 10,3 %.